# Philip Dundas
Philip Dundas (baptisé le 7 mai 1762 - 8 avril 1807) est un officier de marine de la Compagnie des Indes orientales écossaise, président du Conseil maritime des Indes orientales et surintendant de Bombay. Il retourne en Grande-Bretagne et devient député avant de repartir pour l'Extrême-Orient et devenir le gouverneur de l'Île de Prince de Galles,  maintenant connue comme Penang.

## Jeunesse
Philip Dundas est le quatrième fils de Robert Dundas le Jeune, et de sa deuxième épouse, Jean, fille de William Grant (Lord Prestongrange) (en)  .

## Compagnie des Indes orientales
Dundas rejoint la marine de la Compagnie des Indes orientales et est devenu capitaine du Melvile Castle de 1786 à 1792 . Grâce à l'influence politique de son oncle, Henry Dundas (1er vicomte Melville), il est promu de capitaine à président de la Marine Board et surintendant de Bombay de 1792 à 1801, période pendant laquelle "il eut 10 000 £ par an et accumulé 70 000 £ ou 80 000 £, avec lesquels il retourne en Angleterre " .

## Député
À son retour en Grande-Bretagne, Dundas se présente comme député de la circonscription anglaise de Gatton et après avoir remporté le siège après une élection partielle contestée (au cours de laquelle il est élu avec un seul vote), il entre au Parlement le 24 janvier 1803. Il reste au parlement pendant un peu plus de deux ans, et bien qu'il soit un député silencieux, comme d'autres membres de sa famille, il vote en faveur de mesures qui mettent fin à l'administration Addington. En avril 1805, il quitte son siège, le laissant à la disposition de Pitt.

## Île du Prince de Galles
Très peu de temps après avoir quitté le Parlement, Dundas entreprend un voyage aux Indes orientales pour prendre le poste de gouverneur de l'île du Prince de Galles. Son oncle le vicomte Melville espère depuis longtemps y créer un arsenal naval.
Le lieutenant- gouverneur nouvellement nommé arrive à la présidence nouvellement créée de la British East India Company, entre le 18 et le 24 septembre 1805, avec son conseil et les fonctionnaires subalternes, dont son sous-secrétaire, Stamford Raffles, qui forme son nouveau gouvernement.
Le statut de Penang (comprenant l'île du Prince de Galles et la province Wellesley) à cette époque est sur un pied d'égalité avec les trois grandes présidences de l'Inde - Calcutta, Madras et Bombay. Dundas est gouverneur de 1805 à 1807 ,.
À bord du HMS Belliqueux, dans la baie du Bengale, il meurt le 8 avril 1807 juste deux ans après son arrivée, sa mauvaise santé étant due à des conditions insalubres et est enterré à Penang quelques jours plus tard.

## Famille
Dundas se marie deux fois. En 1790, il épouse Penelope Ford Lindsay de Dublin. Elle est morte en 1802. Ils n'ont pas d'enfants.
Le 5 mai 1803, il épouse Margaret (décédée en 1806), fille de John Wedderburn de Ballendean (en) (1729–1803) (et sœur de David Wedderburn (1er baronnet) (en) (1775–1858)). Ils ont deux fils:
- Robert Adam, qui prend les noms de Christopher puis de Nisbet-Hamilton. Il est député conservateur.
- Philip Dundas (1806–1870), colonel de l'armée. Le 30 octobre 1858, il épouse Jane Charteris (décédée en 1897), fille de Francis Wemyss-Charteris. Ils sont enterrés ensemble dans le vieux Kirkyard, Lasswade. Ils n'ont pas d'enfants[12].